# Ilgesheim
Ilgesheim ist eine Wüstung auf dem Truppenübungsplatz Baumholder in Rheinland-Pfalz. Das Dorf wurde, nachdem es 1933 noch 227 Einwohner hatte, in den folgenden Jahren bis 1938 aufgegeben.
Ilgesheim war als früherer Teil der Grafschaft Grumbach mehrheitlich protestantisch. Die wenigen katholischen Einwohner waren seit 1889 dem Kirchspiel Offenbach zugeordnet.
Durch das rheinland-pfälzische „Landesgesetz über die Auflösung des Gutsbezirks Baumholder und seine kommunale Neugliederung“ vom 2. Nov. 1993 (GVBl, S. 518) wurde die Gemarkung am 1. Januar 1994 in die Ortsgemeinde Homberg im Landkreis Kusel umgegliedert.

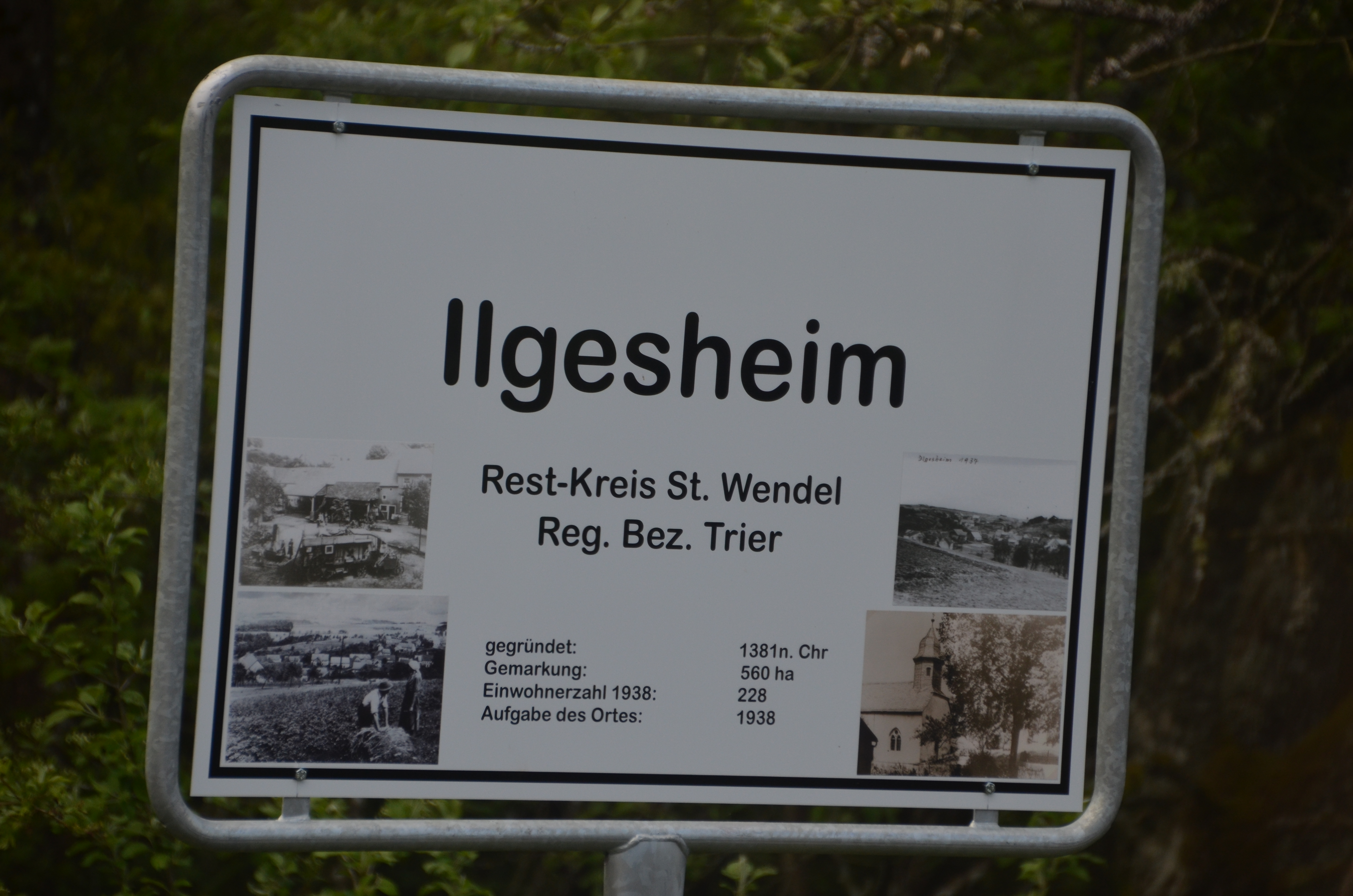
Gedenktafel

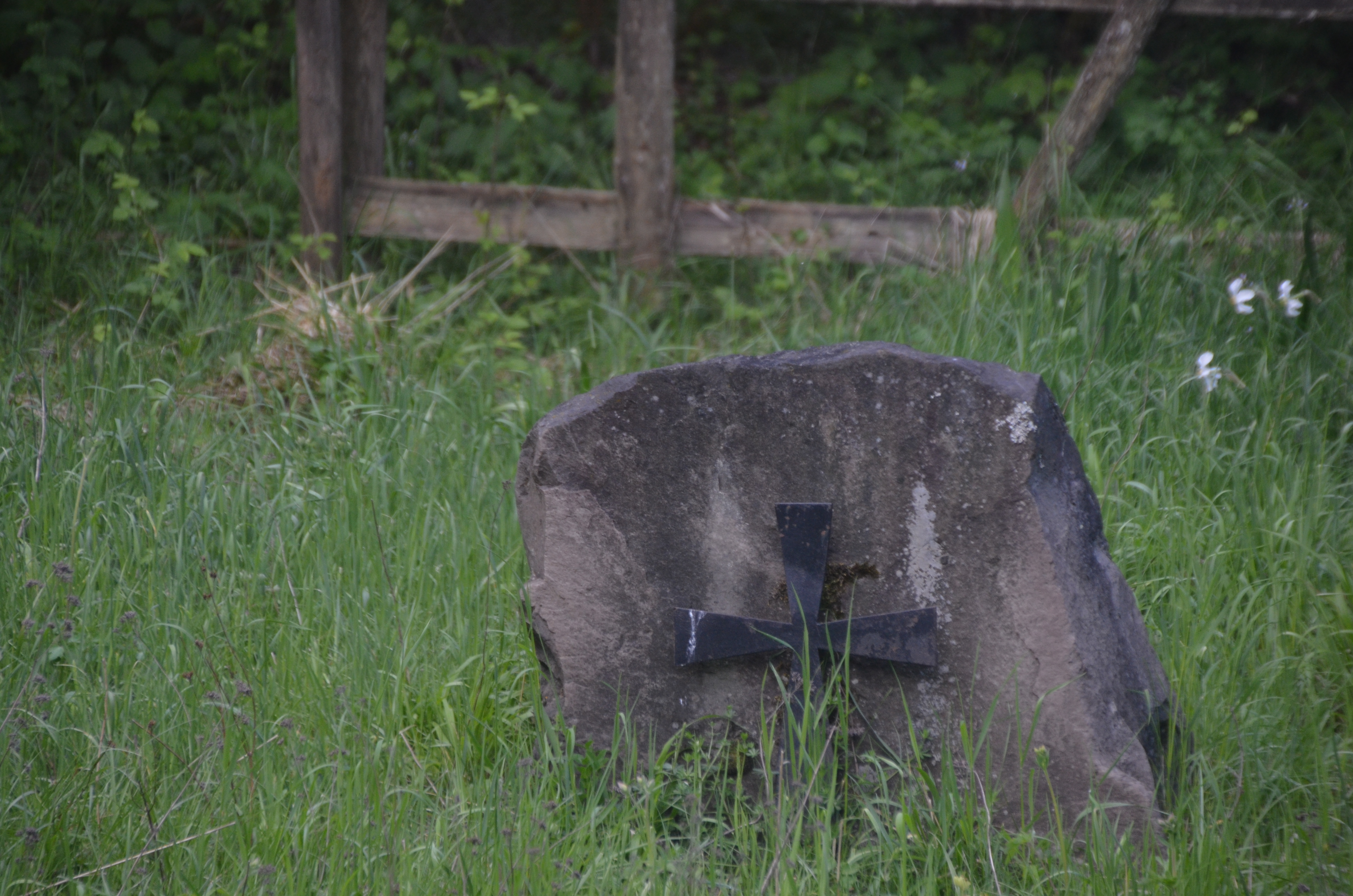
Ehemaliger Friedhof